# Dinorwic Lake
Dinorwic Lake är en sjö i Kanada.   Den ligger i Kenora District och provinsen Ontario, i den sydöstra delen av landet, 1 300 km väster om huvudstaden Ottawa. Dinorwic Lake ligger 367 meter över havet.
I omgivningarna runt Dinorwic Lake växer i huvudsak blandskog. Trakten runt Dinorwic Lake är nära nog obefolkad, med mindre än två invånare per kvadratkilometer.